# Colorado EC
Colorado EC was een Braziliaanse voetbalclub uit de stad Curitiba in de staat Paraná.

## Geschiedenis
De club werd in 1971 opgericht na een fusie tussen Britânia Sport Club, Palestra Itália FC en CA Ferroviário. In 1989 fuseerde de club met EC Pinheiros en werd zo Paraná Clube.

## Erelijst
Campeonato Paranaense
1980